# Richard Rashid
Richard (Rick) F. Rashid je viceprezident firmy Microsoft. Do roku 2012 dohlížel na celosvětové aktivity Microsoft Research. Předtím byl jejím ředitelem. Připojil se k Microsoft Research v roce 1991 a v roce 1994 byl povýšen na viceprezidenta. In 2000 se stal senior viceprezidentem. Je autorem většího množství patentů v oblastech, jako je komprese dat, počítačové sítě a operační systémy, a byl hlavním vývojářem systému Microsoft Interactive TV.
Rashid vystudoval Stanfordovu universitu v roce 1974 s tituly z matematiky a literární komparatistiky. Dále obdržel Master of Science a Ph.D. z matematické informatiky na Univerzitě of Rochester, kterou dokončil v roce 1980. V Rochesteru, on a Gene Ball napsali něco jako jednu z prvních síťových her o více hráčích, Alto Trek, pro počítače Xerox Alto.
V roce 1979, se stal profesorem počítačových věd at Carnegie Mellon University. Během členství na fakultě, provedl výzkum a publikoval množství pojednání a článků s tématy jako počítačové sítě, operační systémy, umělá intelligence a programovací jazyky pro distribuované výpočty. Jeho nejvíce známým dílem je jeho práce na mikrojádře Mach.

## Ocenění
- V roce 2003, byl zvolen členem National Academy of Engineering.[1]
- V roce 2008, obdržel IEEE Emanuel R. Piore Award.[2]